# Piotr Stabrowski
Piotr Stabrowski herbu Lubicz – kasztelan parnawski w latach 1600-1619, ciwun wieszwiański w 1589 roku, starosta trejdeński w latach 1582-1607.
W czerwcu 1606 uczestniczył w zjeździe pod Lublinem. Podpisał akt konfederacji sandomierskiej 1606 roku. 24 czerwca 1607 roku podpisał pod Jeziorną akt detronizacji Zygmunta III Wazy.